# 生存大挑战
《生存大挑战》是广东电视台推出的一档户外真人秀节目，以日本节目《前进！電波少年》的“搭便车企划”、美国节目《幸存者》作为蓝本，自2000年至2005年共举办了六届，分为粤语、普通话两个版本在广东珠江频道、广东卫视播出。本节目被视为中国本土真人秀节目的雏形。

## 第一届：穿越中国陆路边境
节目灵感源自日本电视台节目《前进！電波少年》的“搭便车企划”。节目组从全国四百多名应征者中选出7女3男进行训练，最终确定三人，分别是诗人吕岛、空姐王樱、自由职业者张钧，每人携带4000元人民币，从2000年6月13日正式出发，由广西东兴到辽宁丹东，沿中国陆路边境线行进，在6个月内跨越12个省（自治区）38000公里行程，最终历时195日完成任务。节目采用边摄制边播出的方式推出，播出后产生了极大回响，三人更作为特邀嘉宾参与中央电视台谈话节目《实话实说》。

## 第二届：重走长征路
为纪念中国共产党创立80周年，本届主题定为“重走长征路”。2000年5月，节目组从3000多位应征者初选出47名，先送到广东武警四支队体验军营生活，又分别在肇庆、乳源进行为期半个月的野外生存训练，筛选出24名准选手，最后在5月19日晚现场直播的选拔赛中确定了13男、7女，共20位挑战者。挑战者于2001年6月1日从江西瑞金起步，到达井冈山后分成两队，并以演讲的方式选出队长，然后两队各自为阵，在7月1日会师遵义，之后穿越雪山、草地，最终在11月1日会师甘肃会宁吴起镇。20位挑战者除某些特别艰苦的路段获分发少量的生活费，其余路段身无分文地徒步上路。并且，节目借鉴美国CBS节目《幸存者》，引入淘汰机制，仅有6名队员可抵达终点。

## 第三届：巾帼闯天关
2000年5月，节目组从全国各地2000多名女性应征者中挑选出30名参与东澳岛集训，在5月19日广州长隆夜间动物世界举行的“美丽从这里开始”选拔晚会中现场确定12名参与闯关，本届采用3个33天、3个不同地域的方式，借鉴美国CBS节目《幸存者》的机制，12名女挑战者分为生存队、挑战队互相较量，经历“天宁岛荒岛求生”，“黄河溯源”、“逐鹿新西兰”三个关卡，最终决出两人进入“face to face”环节，胜出者将获得20万元奖金。节目主题曲《温柔美眉铿锵玫瑰》由广东电视台的后期编辑方辉、曾峻创作、田震演唱，一经推出即大受欢迎，后来被改为《风雨彩虹铿锵玫瑰》，成为中国女足的代表歌曲。

## 第四届：大漠西行
主题为“大漠西行”，分为“60天穿越古丝路”和“20天寻访古希腊”两个阶段。2003年8月8日，节目组在西安阿房宫内举行的出发仪式中，由12名初选入围的准挑战者挑选出首发阵容6人，6名挑战者将沿着丝绸之路出发，从陕西西安到新疆红其拉甫，借鉴美国CBS节目《幸存者》的机制，选出4名挑战者前往希腊进行最后争夺，并在11月23日广州与希腊的现场直播连线节目《决战希腊》中揭晓获胜者，胜出者获得20万元奖金。节目主题曲为《把握每个瞬间》，由广东电视台的后期编辑方辉创作、田震演唱。

## 第五届：英雄古道
本届《生存大挑战》与新疆电视台合作，于2004年5月下旬开始全程在新疆拍摄，2004年10月首播，包括降落仪式、资格赛、15场常规赛、两场半决赛、总决赛，合共30集。40名选手全部在新疆空降后，经过资格赛决出4男4女首发和6名候补。每场常规赛通过互选，以每组男女搭配的形式参加团赛，团赛成绩最差者为逃亡组，参与挑战逃亡任务，其余三组为追捕组，若逃亡组任务失败，就将进行挑战人体极限的“生还”环节，落败则彻底淘汰，由候补选手顶上；若逃亡组任务成功，则追捕组投出一组挑战“生还”环节，最后项目为攀登慕士塔格峰，胜者获得“至尊英雄大奖”。由于天气恶劣、选手伤病等原因，节目组在攀登慕士塔格峰过程中决定全员撤退。

## 第六届：英雄传奇
本届《生存大挑战》与贵州电视台合作，分为国内和国外两阶段，国内篇为《挑战天下》，分别在广东“阳江孤岛”和贵州“夜郎谷、玉舍原始森林”两个赛区举行，每个赛区分别有16男16女参加角逐，通过几周的生存竞技比赛以及观众的公投大会，两个赛区分别选出一男一女，参加在国外阶段的最后角逐。国外篇名为《极地英雄》，这两对男女以组合形式远赴加拿大，经过“城市寻宝”、“内河漂流”、“格兰维尔岛卖艺”比拼，在位处北极圈的育空地区进行总决战，最后胜出的一组获得30万元人民币的奖金。2005年6月，节目组从四千多名报名者中选出200名现场面试，再从中选出64名选手进入到体能测试环节，产生最终入围选手。节目于2005年8月5日首播，11月6日进行总决战，本届节目从录制开始争议不断，在广东赛区因环境恶劣，食物短缺等原因，先后发生两次大规模的选手退出比赛的事件，在总决战中组合多次反目内讧，使得节目自本届划上句号。